# Ville Haapasalo
Ville Haapasalo, född 28 februari 1972 i Hollola i landskapet Päijänne-Tavastland i Finland, är en finländsk skådespelare som medverkat både i teateruppsättningar och i ett 30-tal filmer i både Finland och Ryssland. Haapasalo debuterade som skådespelare i Ryssland, efter att ha studerat vid Sankt Petersburgs statliga teaterakademi. 2003 fick han Ryska federationens statliga pris för sin roll i filmen Kukushka. Eftersom han främst har varit verksam som skådespelare i Ryssland under sin karriär, så är han mera känd där än i sitt hemland Finland. 

## Filmografi
| År   | Filmens titel                                              | Titel på svenska              | Titel på annat språk | Roll                                  |
| ---- | ---------------------------------------------------------- | ----------------------------- | --- | ------------------------------------- |
| 2017 | Altai 30 päivässä (TV-serie).                              | Altai på 30 dagar             | | Själv                                 |
| 2017 | Haapasalo ja kaverit (TV-serie)                            |                               | | Själv                                 |
| 2016 | Villen keittiö 30 minuutissa (TV-serie)                    |                               | | Själv                                 |
| 2016 | Haapasalo goes lomalle (TV-serie)                          |                               | | Själv                                 |
| 2016 | Volga 30 päivässä (TV-serie).                              | Volga på 30 dagar             | | Själv                                 |
| 2015 | Kaukasia 30 päivässä (TV-serie).                           | Kaukasien på 30 dagar         | | Själv                                 |
| 2014 | Jäämeri 30 päivässä (TV-serie).                            | Ishavet på 30 dagar           | | Själv                                 |
| 2013 | Rölli ja kultainen avain                                   |                               | | Smith                                 |
| 2013 | Suomensukuiset 30 päivässä (TV-serie).                     | Finskugriska folk på 30 dagar | | Själv                                 |
| 2013 | FeD.O.T                                                    |                               | | Jaakko Ahonen                         |
| 2012 | Golfa straume zem ledus kalna                              |                               | Гольфстрим под айсбергом | Theophilius                           |
| 2012 | Silkkitie 30 päivässä                                      | Sidenvägen på 30 dagar        | | Själv                                 |
| 2012 | Самоубийцы, Samoubiytsy                                    |                               | | Finn                                  |
| 2011 | Tappajan näköinen mies                                     |                               | | Aleksei Kornostajev                   |
| 2011 | Беременный, Beremennyy                                     |                               | Bагiтний (Ukrainian) | Rezhisser                             |
| 2011 | Alamaailma-trilogia                                        |                               | Artur Deminoff |                                       |
| 2011 | Sapuskaa - harashoo!                                       |                               | | Själv                                 |
| 2011 | Tunarit                                                    |                               | |                                       |
| 2010 | Любовь в большом городе 2 Ljubov v bolšom gorode 2         |                               | Armastus suures linnas 2 , Ljubav u velikom gradu 2 (Serbo-Croatian)                                                                 | Olli (sauna)                          |
| 2010 | Venäjän halki 30 päivässä (TV-serie).                      | Genom Ryssland på 30 dagar    | | Själv                                 |
| 2009 | Tsar                                                       |                               | Царь | Andrey Staden                         |
| 2009 | Любовь в большом городе (Ljubov v bolšom gorode)           |                               | | Olli (sauna)                          |
| 2009 | Весельчаки (Veselchaki)                                    |                               | Joyeux compères , Lustige Typen | Roza                                  |
| 2008 | Luola                                                      |                               | | Ilari's father                        |
| 2008 | Lemmenleikit                                               |                               | | Samuli Harjanne                       |
| 2007 | Ирония Судьбы: Продолжение", Ironiya sud’by. Prodolzheniye |                               | Ironie des Schicksals. Die Fortsetzung / Ironija sudbine - nastavak (Serbo-Croatian) / Số phận trớ trêu. Phần tiếp theo (Vietnamese) | Drunken Finn                          |
| 2006 | Suden Arvoitus                                             | Vargens Hemlighet             | | Paulus Morgam                         |
| 2006 | Luonto ja Terveys (TV)                                     |                               | Priroda i zdorovie | Kostya                                |
| 2005 | Domoi - Kotiinpaluu                                        |                               | | The Warrior                           |
| 2005 | KGB v smokinge, КГБ в смокинге                             |                               | | Eugene                                |
| 2005 | Gibel Imperii (TV)                                         |                               | Гибель империи | Tarvilainen                           |
| 2005 | Tahdon Asia (TV)                                           |                               | | The voice of Peppe Mattila and Bishop |
| 2005 | Yövuoro (TV)                                               |                               | | Turvapäällikkö Jari Viirilä           |
| 2005 | Perjantai-illan unelma (TV)                                |                               | | Host                                  |
| 2004 | Koroleva benzokolonki 2 (TV)                               |                               | | Ruslan                                |
| 2004 | Diversant (TV)                                             |                               | Диверсант | Wilhelm                               |
| 2003 | På främmande mark (Vieraalla maalla)                       |                               | | Tuomas Linna/Omar Ghaala              |
| 2003 | Kukushkino gnezdo (TV)                                     |                               | Käen pesä/ Käk - tähden synty | Veikko                                |
| 2003 |                                                            |                               | | Lead                                  |
| 2003 | Perjantai (TV)                                             |                               | |                                       |
| 2003 | Pietarin Myytti (TV )                                      |                               | |                                       |
| 2002 | Kukushka                                                   |                               | Кукушка (Russian)/ Käki | Veikko                                |
| 2002 | Minä en ole kone                                           |                               | |                                       |
| 2002 |                                                            |                               | |                                       |
| 2001 | Maamiehen Päiväkirja                                       |                               | | Maamies                               |
| 2001 | Uboynaya Sila (TV- Episode Kredit Doveriya)                |                               | Убойная сила |                                       |
| 2000 | Pakkaus                                                    |                               | Packningen | Jaakko                                |
| 1999 | Lapin kullan kimallus                                      |                               | | Frans Björklund                       |
| 1998 | Samaa Sukua, eri Maata (TV)                                |                               | | Young man                             |
| 1998 | Особенности национальной рыбалки                           |                               | Kalastuksen kansallisia erikoisuuksia                                                                                                | Raivo                                 |
| 1998 | Elämän suola (TV- Episode: "Yksi lensi yli käenpesän")     |                               | | Timppa                                |
| 1996 | Операция С новым годом (TV)                                |                               | | Killer #2                             |
| 1995 | Особенности национальной охоты                             |                               | Metsästyksen kansallisia erikoisuuksia                                                                                               | Raivo                                 |